# Renault Laguna
Renault Laguna var en stor mellemklassebil fra den franske bilfabrikant Renault. Den afløste i starten af 1994 den i foråret 1986 introducerede Renault 21.
Den første modelgeneration kom på markedet i starten af 1994. I første omfang fandtes den kun som combi coupé, mens en stationcar fulgte i efteråret 1995.
Den mellem foråret 2001 og efteråret 2007 byggede anden generation af Laguna var den første bil, som fik den højeste vurdering på fem ud af fem stjerner i Euro NCAPs kollisionstest. Den tredje generation kom på markedet i efteråret 2007.
Laguna blev bygget på Renaults fabrik i Sandouville ved Le Havre i Normandiet. Derudover blev Laguna Coupé fra efteråret 2010 også fremstillet i Segamut, Malaysia hos firmaet Tan Chong Euro Cars. Til Sydafrika blev Laguna Coupé produceret på Nissans fabrik i Rosslyn i et begrænset styktal på 100 eksemplarer pr. måned.
I sommeren 2015 ophørte produktionen af Laguna efter knap 22 år. Modellen blev i efteråret samme år afløst af efterfølgeren Talisman.

## De enkelte generationer
- Laguna I
1994−2001
- Laguna II
2001−2007
- Laguna III
2007−2015